# テタルバン
テタルバン（またはデタルバン）は、大韓民国で、女性従業員が男性客に手コキなどのサービスを行う風俗店。「여대생딸딸이방」（ヨデセンタルタリバン、女大生タルタリ房）の略語で、「タルタリ」は、「自慰」の俗語。すなわち、「女子大生手コキ部屋」という意味である。実際は、女性従業員は女子大生とは限らないし、手コキ以外のサービスをすることもある。
韓国では2003年に施行された性売買特別法により、客も処罰の対象になる。類似性行為も同様に処罰の対象になる。
韓国で不法でないとされる行為は、キスだけをする「キス房」だけである。（2010年10月現在）